# Caroline Huppert
Pour les articles homonymes, voir Huppert.
Caroline Huppert est une réalisatrice et scénariste française, née le 28 octobre 1950 dans le 16e arrondissement de Paris.

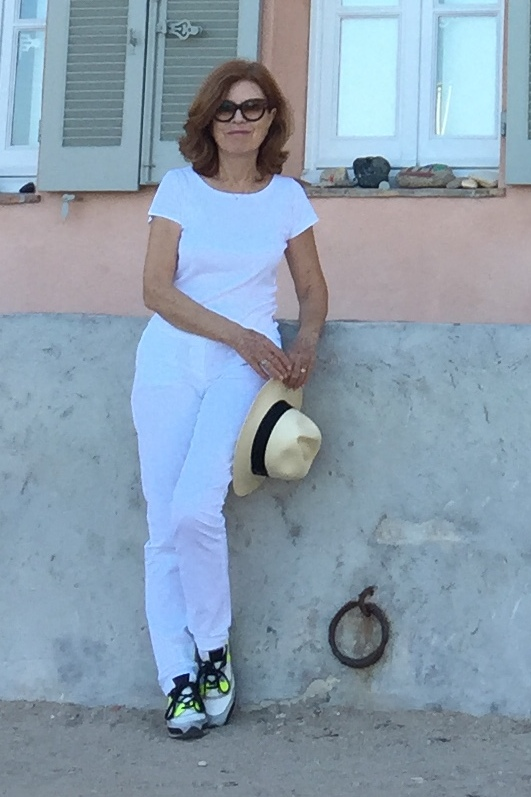
Caroline Huppert en 2016.

 (mai 2023).

## Biographie

### Famille et formation
Caroline Huppert est née le 28 octobre 1950 dans le 16e arrondissement de Paris du mariage de Raymond Huppert, industriel, et d'Annick Beau. Elle est la sœur de Rémi Huppert, Jacqueline Huppert-Laufer, Élisabeth Huppert et Isabelle Huppert.
Après des études secondaires au lycée de Saint-Cloud, Caroline Huppert intègre la faculté des lettres de Nanterre, puis celle d'Aix-en-Provence, où elle obtient une licence d'histoire et géographie.
Elle a été admise ensuite au Centre de formation des journalistes (CFJ) et à l'École des Beaux-Arts de Paris. Elle fait alors partie de la troupe de théâtre universitaire de l'École HEC à Jouy-en-Josas.
Elle a trois enfants : Justine Heynemann Banes, Baptiste Heynemann, et Paola Debiasi.

### Carrière professionnelle
Cette section ne s'appuie pas, ou pas assez, sur des sources secondaires ou tertiaires indépendantes du sujet.

Pour l'améliorer, ajoutez-en, ou placez des modèles {{Source secondaire souhaitée}} ou {{Source secondaire nécessaire}} sur les passages mal sourcés. (novembre 2022)
Après avoir fait de la figuration sur un film de Jean-Luc Godard (Tout va bien, avec Yves Montand et Jane Fonda), elle privilégie une formation qui va la conduire à la mise en scène de théâtre et à la réalisation de films: scripte ou assistante de Claude Sautet (César et Rosalie, 1972), de François Leterrier (Projection privée, 1973), de Marcel Carné (La Merveilleuse Visite, 1974), de Liliane de Kermadec (Aloïse, 1975), de Bertrand Tavernier (Le Juge et l'Assassin, 1976), et de Volker Schlöndorff (Un amour de Swann, 1984).
Elle met en scène un premier spectacle produit en famille : La Véritable Histoire de Jack l'Éventreur (auteur : Élisabeth Huppert, metteur en scène et décoratrice : Caroline Huppert, interprètes : Élisabeth et Isabelle Huppert). Cette comédie se joue à guichet fermé durant un an au Sélénite, un café-théâtre du quartier de l'Odéon à Paris. Forte de ce succès, elle crée une compagnie théâtrale (La Compagnie du Manoir) avec laquelle elle produit et met en scène plusieurs spectacles.
En 1979, elle réalise son premier téléfilm : Madame Sourdis avec, dans le rôle-titre, Nathalie Baye. Il sera suivi de nombreuses fictions, films, reportages ou documentaires, pour lesquels lui ont été attribués plusieurs prix ou distinctions.
Elle a travaillé avec de nombreux comédiens : Patrick Chesnais (Les Amoureux), André Dussollier et Christine Pascal (Elle voulait faire du cinéma), Isabelle Huppert et Niels Arestrup (Signé Charlotte), Emmanuelle Béart (Marie-Antoinette), Nicole Garcia (L'Apprentissage de la Ville), Véronique Genest (Julie Lescaut), Ludmila Mikaël (L'Inventaire), Isabelle Carré (Viens jouer dans la cour des grands), Pierre Arditi et Jean-François Stévenin (J'ai deux amours), Rohmane Bohringer et Julie Depardieu (Deux femmes à Paris), Didier Bezace et Danièle Lebrun (La Liberté de Marie), Macha Méril et Françoise Fabian (Mademoiselle Gigi), Florence Pernel et Olivier Marchal (Éliane), Élodie Navarre et Louis Velle (Les Châtaigniers du Désert), Yannick Renier, Raphaëlle Agogué et Agathe Bonitzer (Climats), Marina Hands et Hafsia Herzi (Pour Djamila), Marianne Basler et Bruno Wolkowitch (Un père coupable).
Elle a été vice-présidente de la Société des Auteurs et Compositeurs Dramatiques (SACD), et en est toujours administratrice; présidente du FIPA (Festival International de Programmes Audiovisuels); vice-présidente de la Société des Réalisateurs de films (SRF), et présidente de la MACD (Mutuelle des Auteurs et Compositeurs Dramatiques). Elle a siégé au sein de nombreux jurys de festivals de télévision, et a enseigné au Conservatoire national d'art dramatique (CNAD).

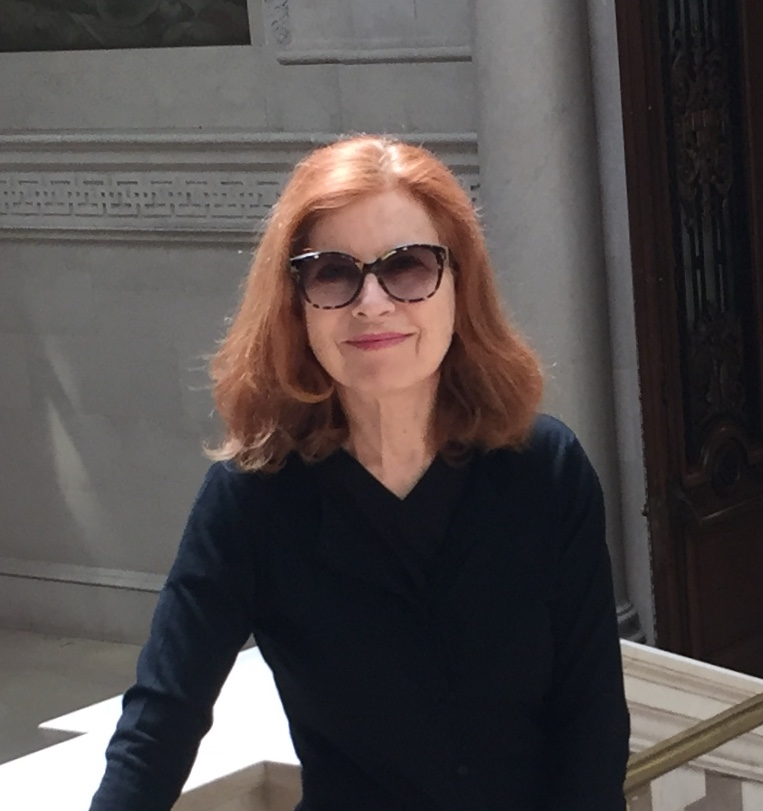
Caroline HUPPERT 2018.

## Filmographie

### Télévision

#### Réalisatrice
- 1977 : On ne badine pas avec l'amour (film tiré de sa pièce de théâtre), pour Antenne 2, avec Isabelle Huppert, Sabine Haudepin, Didier Haudepin, Jean Benguigui, et Évelyne Bouix.
- 1979 : Madame Sourdis, pour Antenne 2, avec Nathalie Baye, Pierre Clémenti, Françoise Brion, et Michel Auclair.
- 1981 : Le Bonheur des tristes, pour Antenne 2, avec Macha Méril, Jacques Penot, et Maurice Garrel. Prix Cino del Duca.
- 1982 : L'Apprentissage de la ville, pour Antenne 2, avec Nicole Garcia, Jacques Penot, Laurent Terzieff, Sabine Haudepin, et Ariane Ascaride.
- 1983 : Le Mariage de Mademoiselle Agathe, pour France 3.
- 1983 : Elle voulait faire du cinéma, pour Antenne 2, avec Christine Pascal, André Dussollier et Rosy Varte.
- 1985 : La Chambre d'ami, pour Antenne 2, avec Thierry Frémont et Pierre Vaneck.
- 1985 : Émission Taxi, pour France 3, producteur Philippe Alfonsi.
- 1987 : Une gare en or massif, épisode de Série noire, pour TF1, avec Daniel Duval et Véronique Genest.
- 1989 : Marie Antoinette, reine d'un seul amour, épisode de Les Jupons de la Révolution, pour Canal+, avec Emmanuelle Béart, Dominique Besnehard et Isabelle Gélinas.
- 1989 : Le Train de Vienne, pour TF1 et Arte, avec Roland Blanche et Thérèse Liotard.
- 1991 : Bonjour la galère, pour France 2, avec Guy Marchand et Jacques Spiesser.
- 1992 et 1993 : Série Julie Lescaut: Trois premiers épisodes de la série : Harcèlements. Police des viols. Rapt, pour TF1, avec Véronique Genest, Jérôme Anger et Mouss Diouf. Trophée du Film Français - Meilleure audience de l'année - pour Harcèlements.
- 1993 : Un pull par-dessus l'autre, pour France 2, avec Annie Girardot, Raoul Billerey et Philippe Torreton.
- 1994 : L'Île aux mômes, pour TF1, avec Christophe Malavoy et Philippine Leroy-Beaulieu. Trophée du Film Français - Meilleure audience de l'année.
- 1995 : Charlotte dite 'Charlie', pour France 2. Best Director, au Sichuan TV Festival - Gold Panda Awards Chengdu (Chine).
- 1995 : J'ai deux amours, pour TF1, avec Pierre Arditi, Caroline Silhol, Jean-François Stévenin, Isabelle Gélinas et Bob Swaim. Prix SACD Télévision. Nomination aux 7 d'Or du meilleur scenario.
- 1997 : Viens jouer dans la cour des grands, pour TF1 et Canal+, avec Isabelle Carré, Isabel Otero, Didier Flamand, Valérie Bonneton et Georges Wilson.
- 1998 : L'Inventaire, pour France 3, avec Macha Méril, Ludmila Mikaël et Didier Bezace.
- 1998 : Un silence coupable, épisode de Un homme en colère, pour TF1, avec Richard Bohringer et Raphaël Personnaz. Lauriers de l'Audiovisuel au Sénat: Meilleur film. 7 d'Or du Meilleur comédien pour Richard Bohringer.
- 1999 : Parents à mi-temps : Chassés-croisés, pour TF1, avec Charlotte de Turckheim, Robin Renucci, Raoul Billerey et François-Éric Gendron.
- 2000 : Deux femmes à Paris, pour France 2, avec Romane Bohringer et Julie Depardieu. 7 d'Or: Nomination dans la catégorie Meilleur film. Prix d'interprétation aux Rencontres de Reims pour Julie Depardieu.
- 2002 : La Liberté de Marie, 2 × 90 min pour France 3, avec Didier Bezace, Sagamore Stévenin et Julia Maraval. Lauriers de l'Audiovisuel au Sénat: Meilleur film.
- 2003 : Le Porteur de cartable, pour France 2, avec Julie Depardieu.
- 2004 : Mon fils cet inconnu, pour France 2, avec Christophe Malavoy et Maruschka Detmers. Prix du Public, et Prix d'interprétation Jeune Espoir au Festival TV de Luchon pour Renaud Cestre.
- 2005 : Éliane, pour France 3, avec Florence Pernel, Olivier Marchal et Jean-Pierre Lorit. (Musique de Michel Portal. Prix meilleure musique au FIPA).
- 2006 : Mademoiselle Gigi, pour France 3, avec Juliette Lamboley, Françoise Fabian, Macha Méril, Aurélie Bargème et Alexis Loret. Prix du meilleur film, meilleure réalisation, et meilleure interprétation pour Juliette Lamboley au Festival TV de Monte-Carlo en 2006. Prix de la meilleure adaptation littéraire au Forum International Cinéma et Littérature de Monaco en 2007.
- 2007 : Répercussions, pour France 3, avec Sarah Grappin, Nathalie Besançon et Bruno Slagmulder.
- 2007 : Simone Veil, la Loi d'une Femme. Premier numéro de la Collection Empreintes, pour France 5.
- 2010 : Les Châtaigniers du désert, 2 × 100 min pour France 3, avec Élodie Navarre, Thomas Jouannet, Louis Velle et François Marthouret.
- 2012 : Climats - Les Orages de la passion, pour France 3, avec Raphaëlle Agogué, Yannick Renier, Stanislas Merhar, Macha Méril et Ludmila Mikaël.
- 2012 : Pour Djamila, pour France 3, avec Marina Hands et Hafsia Herzi.
- 2014 : Un père coupable, pour France 3, avec Marianne Basler, Bruno Wolkowitch  et Eva Ionesco.

#### Scénariste ou co-scénariste
- 1979 : Madame Sourdis
- 1981 : Il faut tuer Birgitt Haas (réalisateur Laurent Heynemann)
- 1981 : Le Bonheur des tristes
- 1982 : L'Apprentissage de la ville
- 1983 : Elle voulait faire du cinéma
- 1989 : Le Train de Vienne
- 1989 : Marie Antoinette, reine d'un seul amour, épisode de Les jupons de la Révolution
- 1991 : Une gare en or massif, épisode de Série noire
- 1994 : L'Île aux mômes
- 1996 : J'ai deux amours
- 1997 : Viens jouer dans la cour des grands
- 2000 : Deux femmes à Paris
- 2002 : La Liberté de Marie
- 2003 : Le Porteur de cartable
- 2006 : Mademoiselle Gigi
- 2012 : Pour Djamila
- 2012 : Climats - Les Orages de la passion
- 2014 : Un père coupable

### Cinéma

#### Scénariste et réalisatrice
- 1985 : Signé Charlotte

## Théâtre

### Mise en scène
- 1973 : La Véritable Histoire de Jack l'Éventreur, au café-théâtre Sélénite (théâtre) à Paris.
- 1975 : Voyage autour de ma marmite, d’Eugène Labiche, au théâtre Essaïon à Paris.
- 1976 : Les Enfants gâtés, d'après Félicité de Genlis, au théâtre Essaïon, avec Christine Pascal, Sabine Haudepin, Brigitte Catillon et Jacqueline Huppert. Prix Révélation de la Critique. Prix Plaisir du Théâtre.
- 1976 : Les Amoureux, de Carlo Goldoni, au théâtre Daniel-Sorano à Vincennes et au théâtre de la Gaité-Montparnasse à Paris, avec Patrick Chesnais et Brigitte Roüan. Captation télévisée pour Antenne 2.
- 1977 : On ne badine pas avec l'amour, d’Alfred de Musset, au théâtre des Bouffes du Nord à Paris, avec Isabelle Huppert, Sabine Haudepin, Didier Haudepin, Jean Benguigui, et Évelyne Bouix.
- 1979 : La Mère confidente, de Marivaux, à la Comédie de Saint-Étienne, et au théâtre de la Potinière à Paris, avec Pascale Audret.
- 1980 : Monsieur Beaucaire, opérette d'André Messager, à l'Opéra de Nancy.
- 2006 : La Flûte enchantée, opéra en deux actes de Wolfgang Amadeus Mozart, produit dans le cadre de la manifestation Opéra en Plein Air à Paris dans les jardins du Sénat, au château du Champ de Bataille, au parc de Sceaux, et au château de Vaux-le-Vicomte.

## Récompenses et distinctions

### Récompenses
- Prix du syndicat de la critique 1976 : Prix de la révélation théâtrale de l'année pour Les Enfants gâtés

### Décorations
- Commandeur de l'ordre des Arts et des Lettres. Elle est promue au grade de commandeur au titre de « Metteur en scène, scénariste, réalisatrice de films »[2].